# Registro Único de Información Fiscal
El Registro Único de Información Fiscal, conocido también por el acrónimo RIF, es un documento obligatorio de identificación tributaria asignado por el SENIAT. Este es utilizado en Venezuela por quienes realizan actividades económicas o trámites fiscales. Puede ser solicitado por personas físicas y personas jurídicas.

## Otros nombres
Antes de la providencia N.º 0073, publicada en Gaceta Oficial N.º 38.389, de fecha 2 de marzo de 2006, a este se le conocía como Registro de Información Fiscal (RIF).

## Composición
Consta de un total de (10) cifras: una letra que indica el tipo, seguido por ocho dígitos que corresponden, en el caso de personas físicas, el número de cédula de identidad y en el caso de personas jurídicas el número de contribuyente, y finalmente el número de chequeo.
La letra inicial según la naturaleza jurídica son:
| Letra | Naturaleza jurídica      |
| ----- | ------------------------ |
| C     | Comuna o Consejo Comunal |
| E     | Extranjero               |
| G     | Gobierno                 |
| J     | Jurídico                 |
| P     | Pasaporte                |
| V     | Venezolano               |

## Dígito verificador
El dígito verificador se calcula usando el algoritmo Módulo 11
Para cada letra se usa los siguientes valores:
| Letra | Valor |
| ----- | ----- |
| V     | 4     |
| E     | 8     |
| J     | 12    |
| C     | 12    |
| P     | 16    |
| G     | 20    |

El siguiente esquema desarrolla un ejemplo de cálculo usando el RIF de Digitel
Número ejemplo: J-30468971-?
```
Pasos 1 y 2
        +---+   +---+---+---+---+---+---+---+---+   +---+
        | J | - | 3 | 0 | 4 | 6 | 8 | 9 | 7 | 1 | - | ? |
        +---+   +---+---+---+---+---+---+---+---+   +---+
          |       |   |   |   |   |   |   |   |
        N/A      x3  x2  x7  x6  x5  x4  x3  x2
          |       |   |   |   |   |   |   |   |
        =12      =9  =0 =28 =36 =40 =36 =21  =2

Paso 3   12      +9  +0 +28 +36 +40 +36 +21  +2 = 184

Paso 4   184 mod 11 = 8     (ya que 184 = 11 x 16 + 8)

Paso 5   11 - 8 = 3

Resultado = J-30468971-3

```